# Droga wojewódzka nr 945
Droga wojewódzka nr 945 (DW945) – droga wojewódzka położona w południowej Polsce, w województwie śląskim w powiecie Bielskim i powiecie żywieckim. Łączy DW942 z granicą w Korbielowie ze Słowacją.

## Miejscowości leżące przy trasie DW945
- Rybarzowice
- Łodygowice
- Żywiec
- Świnna
- Pewel Mała
- Jeleśnia
- Krzyżowa
- Korbielów
- Przejście graniczne Korbielów-Oravská Polhora.